# God's Plan

God's Plan.

God's Plan é o terceiro mixtape produzido por 50 Cent e G-Unit. O remix da música "Work It", de Missy Elliott, com participação de 50 Cent, também foi incluído no álbum. Após gravar esse mixtape, 50 Cent lançou seu primeiro álbum comercial, Get Rich or Die Tryin'. Foi escolhido como o nono melhor mixtape de todos os tempos, pela XXL Magazine. Foi gravado em parceria com a gravadora BCD Music Group.

## Lista de músicas
1. "Words (de Eminem)" - 0:22
2. "Catch Me in the Hood" - 3:43
3. "You're Not Ready" - 3:16
4. "Gangsta'd Up" - 3:04
5. "If Dead Men Could Talk" - 3:01
6. "Banks Workout Pt. 2" - 3:13
7. "Crazy Muthafucka" - 2:24
8. "187 Yayo" - 3:33
9. "The World" - 2:24
10. "Short Stay" - 2:23
11. "Minds Playing Tricks" - 1:26
12. "Niggas" - 3:31
13. "Tainted" - 2:22
14. "Ching Ching Ching" 2:11
15. "Work It (remix)" 4:54